# Hieronymiella angustissima
Hieronymiella angustissima är en amaryllisväxtart som beskrevs av Pierfelice Ravenna. Hieronymiella angustissima ingår i släktet Hieronymiella och familjen amaryllisväxter. Inga underarter finns listade i Catalogue of Life.